# Heterolocha subviolacea
Heterolocha subviolacea är en fjärilsart som beskrevs av Max Joseph Bastelberger 1911. Heterolocha subviolacea ingår i släktet Heterolocha och familjen mätare. Inga underarter finns listade i Catalogue of Life.